# Guindrecourt-sur-Blaise
Guindrecourt-sur-Blaise – miejscowość i gmina we Francji, w regionie Grand Est, w departamencie Górna Marna.
Według danych na rok 1990 gminę zamieszkiwały 32 osoby, a gęstość zaludnienia wynosiła 6 osób/km².